# Vosecká bouda
Vosecká bouda (niem. Wossecker Baude, Endlerbaude) – czeskie sezonowe schronisko turystyczne, położone w Karkonoszach na wysokości 1260 metrów n.p.m., na południe od skałki Twarożnik, gdzie do 2007 r. funkcjonowało na szlaku turystycznym przejście graniczne Szrenica – Vosecká bouda (Tvarožnik). Obiekt znajduje się w Karkonoskim Parku Narodowym (Krkonošský národní park, KRNAP), natomiast administracyjnie leży w granicach Harrachova. Właścicielem jest Klub Czeskich Turystów (Klub českých turistů).

## Historia

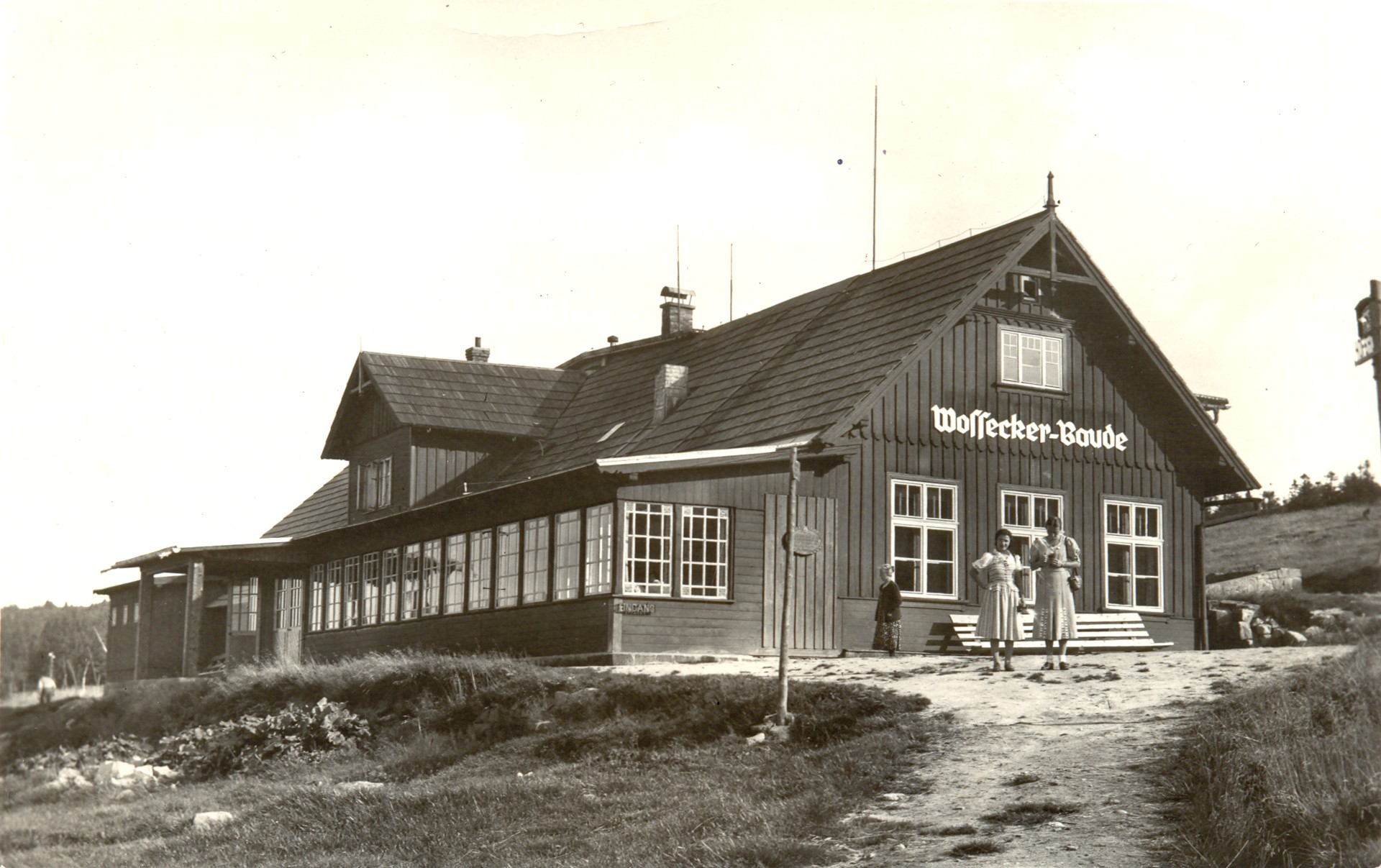
Historyczne zdjęcie schroniska

Pierwszy budynek w tym miejscu powstał przed 1743 r. i służył jako stryszek na siano, od 1790 r. służyła jako budynek gospodarczy, a na poddaszu znajdowały się miejsca noclegowe dla drwali. Określano ją wówczas jako Neue Böhmische Baude (Nowa Czeska Buda) lub Franziskanischebaude, od mnicha, który często w niej przebywał. Nazwę Wossecker Baude, a po czesku Vosecká bouda, zyskało znacznie później, od nazwy łąki na której jest położona.
Od 1896 r. zaczęto ją wykorzystywać do celów turystycznych; w 1900 r. przebudowano ją. Na początku XX wieku jej właścicielem był Franz Endler (stąd nazwa Endlerbaude). Po powstaniu Czechosłowacji w dobie napiętych stosunków pomiędzy Pragą i Berlinem władze nie przedłużyły na początku w 1921 r. Endlerowi koncesji. Przy pomocy rodaków (zbiórka pieniędzy) Endler wraz z synem Kurtem wybudował niedaleko nowe schronisko – na Szrenicy, gdzie gospodarzył do śmierci w 1930 r., a Vosecká bouda przeszła w ręce czeskie (gospodarzem został legionista o nazwisku Herčík).
Schronisko uzyskało swój obecny kształt w wyniku przebudowy po II wojnie światowej. Jako jedno z nielicznych w Karkonoszach nigdy nie padło ofiarą pożaru.
Obiekt nie jest podłączony do sieci elektrycznej – prąd dostarcza agregat (po godzinie 22.00 włączone jest oświetlenie awaryjne).
Około 3 kilometry na wschód, znajduje się źródło rzeki Łaby.

## Wyposażenie schroniska
- 37 miejsc noclegowych w pokojach 1, 4 oraz 11 osobowych z węzłami sanitarnymi na korytarzach.
- jadalnia

Schronisko otwarte jest od czerwca do początku listopada.

## Szlaki turystyczne biegnące od schroniska

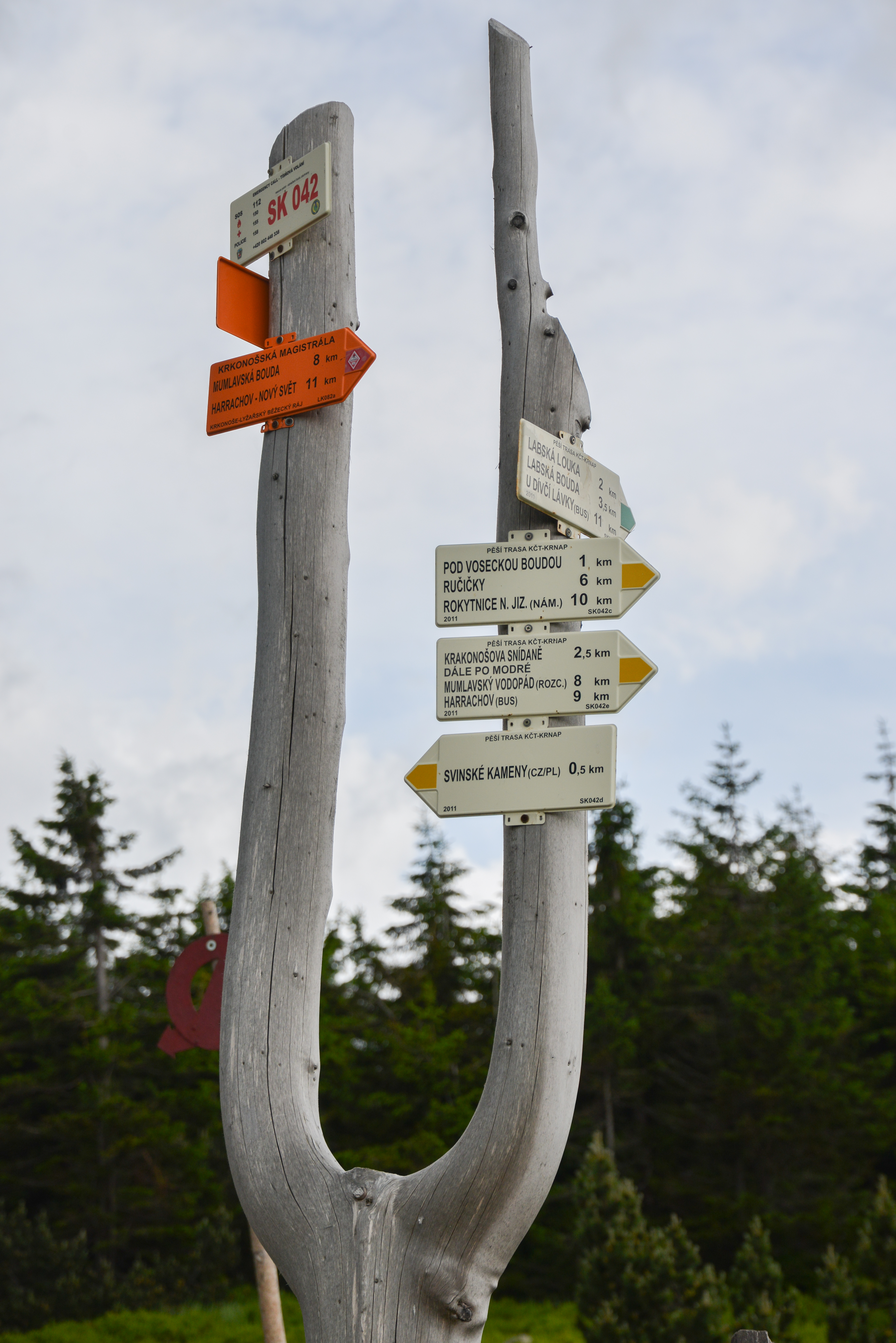
Znak przed schroniskiem

- do Twarożnika, przez który przechodzi  Główny Szlak Sudecki oraz Droga Przyjaźni Polsko-Czeskiej – 0:10 h, z powrotem 0:05 h.
- do miasta Rokytnice nad Jizerou – 3:50 h, z powrotem 4:15 h.
- do schroniska Mumlavská bouda przez Mumlavský důl – 1:40 h, z powrotem 2:30 h,
- do schroniska Labská bouda obok źródła Łaby – 1:30 h, z powrotem 1:20 h.
- do dawnego przejścia granicznego Harrachov-Polana Jakuszycka – 3:30 h, z powrotem 4 h.

Oprócz tego do schroniska prowadzi kilka narciarskich szlaków biegowych.